# Иън Раби
Иън Раби (на английски: Ian Raby) е бивш британски автомобилен състезател, пилот от Формула 1. Роден на 22 септември 1921 г. в Уулич, Великобритания.

## Формула 1
Иън Раби прави своя дебют във Формула 1 в Голямата награда на Великобритания през 1963 г. В световния шампионат записва 7 състезания като не успява да спечели точки, състезава се с частен Брабам и за отбора на Гилби.